# Caird Hall

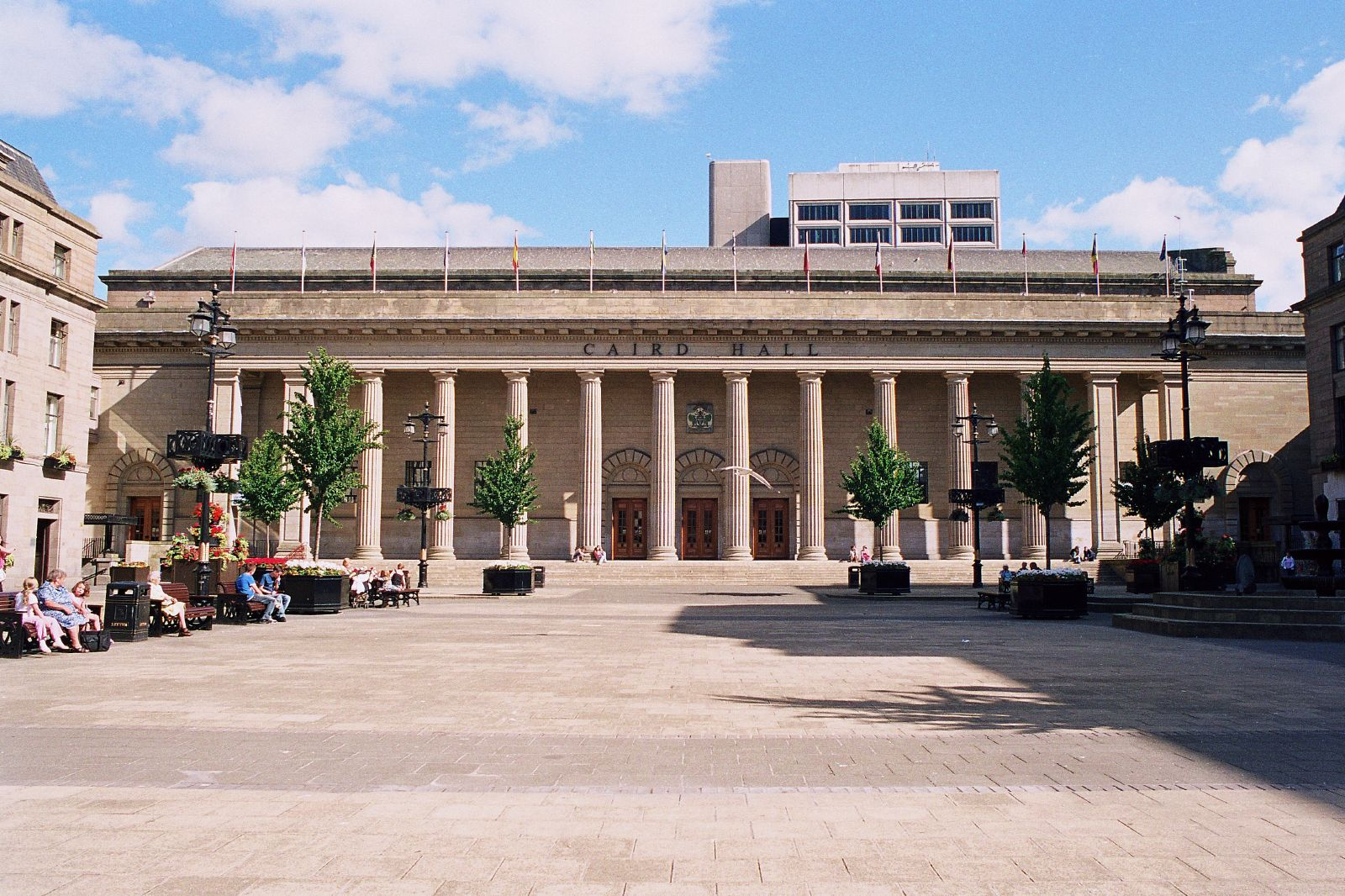
Caird Hall

Die Caird Hall ist ein Konzerthaus in der schottischen Stadt Dundee in der gleichnamigen Council Area. 1979 wurde das Bauwerk in die schottischen Denkmallisten zunächst in der Kategorie B aufgenommen. Die Hochstufung in die höchste Denkmalkategorie A erfolgte 2009.

## Geschichte
Das Gebäude wurde infolge einer Spende des Textilindustriellen und Philanthropen James Caird, 1. Baronet erbaut. Seine Spende deckte Teile der rund 100.000 £ umfassenden Baukosten ab. Den Entwurf für den 1913 begonnenen Bau der Caird Hall lieferte der Stadtarchitekt James Thomson. Der Zeremonie zur Grundsteinlegung wohnten König Georg V. und Königin Mary bei. Durch Drücken eines Jade- und eines Smaragdknopfes eröffneten sie die Arbeiten. Der Smaragd wurde später in die Amtskette des städtischen Lord Provosts integriert. Infolge des Kriegsbeginns wurde der Bau unterbrochen und das Gebäude erst nach Ende des Ersten Weltkriegs 1923 fertiggestellt.

## Beschreibung
Die neoklassizistische Caird Hall bildet den südöstlichen Abschluss des City Squares am Südrand der Innenstadt. Zum Bau mussten mehrere historische Gebäude am Standort abgebrochen werden, darunter auch das von William Adam entworfene ehemalige Rathaus. Entlang der nordwestexponierten Hauptfassade erstreckt sich eine 13 Achsen weite dorische Kolonnade. Die drei zentralen Eingangsportale ruhen in segmentbogigen Aussparungen. Der Fries unterhalb des Kranzgesimses ist schmucklos. Das Gebäude schließt mit einem schwach geneigten Dach mit umlaufendem Flachdach.
Der Innenraum ist monumental ausgeführt. Die angrenzende Marryat Hall ist hingegen im Stile des Rokoko ausgestaltet.